# Claire Lemercier
Pour les articles homonymes, voir Lemercier.
Claire Lemercier, née le 19 novembre 1976 à Bagnols-sur-Cèze (Gard), est une historienne française. Directrice de recherche au CNRS, elle est spécialiste de l'apprentissage et des grandes entreprises en France aux XVIIIe et XIXe siècles.

## Biographie
Originaire du Gard, Claire Lemercier obtient une licence d'histoire à l'Université Panthéon-Sorbonne en 1996, où elle suit les cours de Nicolas Offenstadt, et, la même année, le diplôme de l'Institut d'études politiques de Paris (promotion 1996). Elle est agrégée d'histoire en 1997.
Elle prépare un mémoire intitulé Propriété, famille et pouvoir local: les conseillers municipaux à l'épreuve des révolutions (1831-1871) dans le cadre de son diplôme d'études approfondies sous la direction d'Hervé Le Bras à l'École des hautes études en sciences sociales, qu'elle obtient en 1998. En 2001, elle obtient un doctorat en histoire dans ce même établissement avec une thèse intitulée La Chambre de commerce de Paris, 1803-1852. Un "corps consultatif" entre représentation et information économiques et rédigée sous la direction de Gilles Postel-Vinay. Elle obtient dix ans plus tard une habilitation à diriger des recherches (HDR) à l'Université Paris-VIII-Vincennes-Saint-Denis, avec pour sujet « Sociologie historique des institutions économiques dans la France du XIXe siècle ».
Claire Lemercier est recrutée au CNRS en 2003 en tant que chargée de recherche à l'Institut d'histoire moderne et contemporaine. Elle entre en 2010 au Centre de sociologie des organisations, où elle est directrice de recherche à partir de 2012.

## Travaux
Spécialiste du XIXe siècle en France, elle étudie différentes institutions et formes de régulation économiques, tels que les conseils de prud’hommes et les tribunaux de commerce. Ses travaux actuels[Quand ?] portent sur des périodes plus longues, sur les dirigeants des grandes entreprises françaises, l’arbitrage commercial international et la « dépersonnalisation » des relations de commerce.
Elle mène également différentes activités éditoriales (notamment à Revues.org, Histoire & Mesure et pour la collection « Repères » des éditions La Découverte) et de vulgarisation des méthodes quantitatives (notamment les études sur les réseaux et les carrières).

## Publications
- Un si discret pouvoir. Aux origines de la Chambre de commerce de Paris, 1803-1853, La Découverte, Paris, 2003  (ISBN 2-7071-3972-6) (BNF 38981704)
- dir. avec Gérard Béaur et Hubert Bonin, Fraude, contrefaçon et contrebande, de l'Antiquité à nos jours, Droz, Genève, 2006  (ISBN 978-2-600-01069-6)
- avec Claire Zalc, Méthodes quantitatives pour l'historien, La Découverte, coll. « Repères », Paris, 2008  (ISBN 978-2-7071-5340-1)
- avec Pierre François, Sociologie historique du capitalisme, La Découverte, Paris, 2021  (ISBN 978-2707177841)
- avec Julie Gervais et Willy Pelletier, La valeur du service public, Paris, La Découverte, 2021.

## Disctinctions
- Médaille de bronze du CNRS (2008)[10].
- Prix Crédit Agricole d’histoire des entreprises (2012)[9].